# Cerro Juncal
Cerro Juncal – szczyt w Andach centralnych na granicy Chile i Argentyny, pokryty kilkoma lodowcami.
Ciekawostką jest fakt, że nie jest jednoznacznie ustalona dokładna wysokość szczytu. Pierwsze pomiary przeprowadził zdobywca góry, Robert Helbling, w drugiej dekadzie XX wieku, według nich miała ona wysokość 6110 metrów nad poziomem morza, jednak mimo tego, na różnych mapach odchyłki wynosiły nawet do 500 metrów, głównie z powodu trudnej dostępności szczytu do pomiarów triangulacyjnych.
Np. Weltatlas z 1923 podaje wysokość 6208 m, Poznaj Świat w artykule opisującym badania polskich hydrografów z wyprawy jachtem Śmiały w 1967 r. publikuje mapę, gdzie wysokość szczytu jest określona na 6180 m zaś National Geographic Atlas of The World z 1990 r. – 6220 m.
Również metody pomiaru z numerycznych modeli terenu różnią się między sobą: 5940 m (SRTM2), 5918 m (ASTER), 5905 (TanDEM-X).
Od 2010 roku chilijska służba geodezyjna nadaje temu szczytowi wysokość 5953 metrów nad poziomem morza, a argentyńska – 5965 metrów.